# Grímsvötn

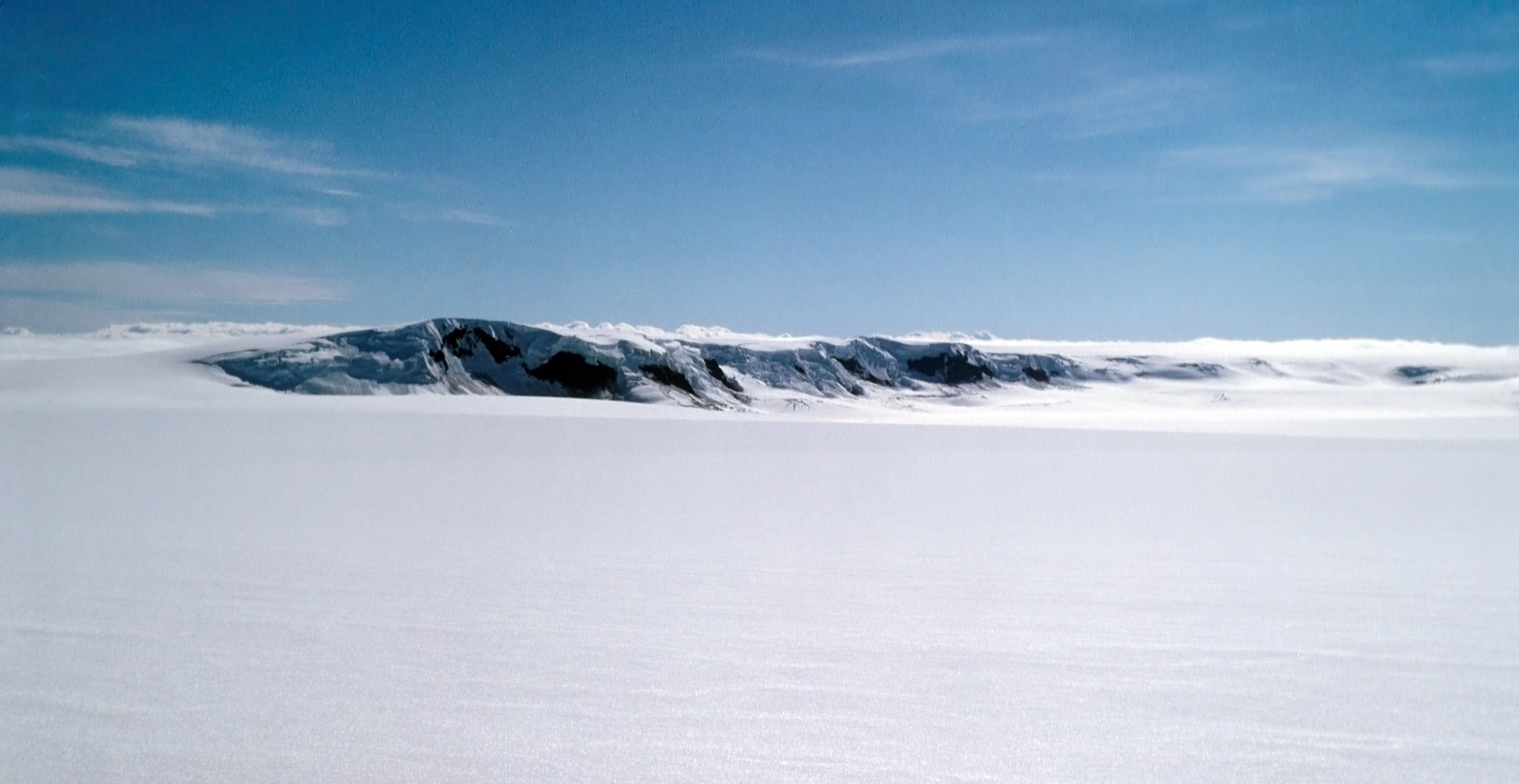
Grímsvötn

O Grímsvötn (  PRONÚNCIA); pronúncia em islandês: [ˈkrimsvœʰtn̥]; vötn = "águas", singular: vatn) (do islandês "Lagos de Grím") é um sistema lacustre-vulcânico - composto por um vulcão e vários lagos - localizados a uns 400 m abaixo do glaciar Vatnajökull na Islândia.                              

Situado a uma altitude de 1 725 m, este sistema ocupa uma área de 300 km².

Quando o vulcão tem uma erupção, é provocado um jökulhlaup, isto é uma violenta corrente de água, que corre pela montanha abaixo e causa destruições consideráveis.
A última erupção do Grímsvötn começou em 21 de maio de 2011.
Antes dessa, houve uma outra erupção em 2004.

## Erupções
É um dos mais ativos vulcões da Islândia. Suas maiores erupções registradas ocorreram em 1922, 1933, 1934, 1938, 1945, 1954, 1983, 1998, 2004 e 2011, sendo que a maioria prolongava-se entre uma a três semanas.